# Queiloscopia
Queiloscopia (em inglês cheiloscopy) é o estudo, registro e classificação da mucosa externa dos lábios e das impressões que estes deixam. Possui aplicações em medicina legal.